# FC Gubkin
El FC Gubkin es un club de fútbol ruso de la ciudad de Gubkin. Fue fundado en 1995 y juega en la Segunda División de Rusia.